# Грульяско
Грульяско, Ґрульяско (італ. Grugliasco, п'єм. Grujasch) — муніципалітет в Італії, у регіоні П'ємонт,  метрополійне місто Турин.
Грульяско розташоване на відстані близько 530 км на північний захід від Рима, 10 км на захід від Турина.
Населення — 37 971 особа (2014).
Щорічний фестиваль відбувається 31 січня. Покровитель — святий Рох.

## Демографія
Населення за роками:

Станом на 1 січня 2023 року в муніципалітеті офіційно проживало 1656 іноземців з 79 країн, серед них 760 громадян країн Євросоюзу та 17 громадян України.

## Сусідні муніципалітети
- Колленьо
- Риволі
- Турин